# Péndulo simple equivalente
El péndulo simple equivalente es un concepto físico utilizado en el análisis de péndulos físicos, que tiene como objetivo simplificar su interpretación. Este concepto se basa en el hecho de que siempre es posible encontrar un péndulo simple cuyo periodo sea igual al de un péndulo físico o compuesto dado; tal péndulo simple recibe el nombre de péndulo simple equivalente y su longitud λ recibe el nombre de longitud reducida del péndulo físico.

## Deducción de la longitud reducida

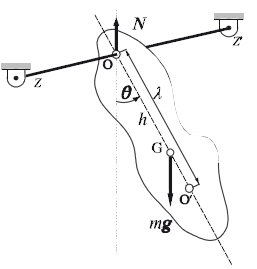
Figura 1. Péndulo físico..

Si llamamos h a la distancia del centro de gravedad (G) del péndulo al eje de suspensión ZZ′ y es IO el momento de inercia del péndulo respecto a dicho eje, el periodo de las oscilaciones del Péndulo físico o compuesto, es
{\displaystyle T=2\pi {\sqrt {I_{\text{O}} \over mgh}}\qquad [1]}
La expresión del periodo del péndulo simple de longitud λ es
{\displaystyle T=2\pi {\sqrt {\lambda  \over g}}\qquad [2]}
Igualando ambas expresiones obtenemos
{\displaystyle \lambda ={I_{\text{O}} \over mh}\qquad [3]}
Así, en lo que concierne al periodo de las oscilaciones de un péndulo físico, la masa del péndulo puede imaginarse concentrada en un punto (O′) cuya distancia al eje de suspensión es λ. Tal punto recibe el nombre de centro de oscilación. Todos los péndulos físicos que tengan la misma longitud reducida λ (respecto al eje de suspensión) oscilarán con la misma frecuencia; i.e., la frecuencia del péndulo simple equivalente, de longitud λ.